# Нарница
Нарница — деревня в Старопольском сельском поселении Сланцевского района Ленинградской области.

## История
Деревня Парница упоминается на карте Санкт-Петербургской губернии Ф. Ф. Шуберта 1834 года.

НАРНИЦЫ — деревня принадлежит ведомству Павловского городового правления, число жителей по ревизии: 44 м. п., 51 ж. п. (1838 год)

Как деревня Парница она отмечена на карте профессора С. С. Куторги 1852 года.

НАРНИЦЫ — деревня Павловского городового правления, по просёлочной дороге, число дворов — 11, число душ — 47 м. п. (1856 год)

НАРНИЦЫ — деревня Павловского городового правления при озере Долгом, число дворов — 10, число жителей: 43 м. п., 40 ж. п.; Часовня православная. (1862 год) 

В XIX — начале XX века деревня административно относилась к Константиновской волости 1-го земского участка 1-го стана Гдовского уезда Санкт-Петербургской губернии.
Согласно Памятной книжке Санкт-Петербургской губернии 1905 года деревня образовывала Нарницкое сельское общество.
До марта 1917 года деревня находилась в составе Константиновской волости Гдовского уезда.
С марта 1917 года, в составе Китковского сельсовета Доложской волости.

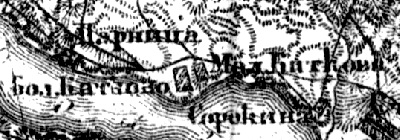
Деревня Нарница на карте 1919 года

С февраля 1927 года, в составе Выскатской волости.
С августа 1927 года, в составе Рудненского района.
С 1928 года, в составе Столбовского сельсовета. В 1928 году население деревни составляло 131 человек.
По данным 1933 года деревня называлась Нарницы и входила в состав Столбовского сельсовета Рудненского района. С августа 1933 года, в составе Осьминского района.
С 1 августа 1941 года по 31 января 1944 года, германская оккупация.
С 1961 года, в составе Заручьевского сельсовета Сланцевского района.
С 1963 года, в составе Кингисеппского района.
По состоянию на 1 августа 1965 года деревня Нарница входила в состав Заручьевского сельсовета Кингисеппского района. С ноября 1965 года, вновь в составе Сланцевского района. В 1965 году население деревни составляло 17 человек.
По данным 1973 года деревня Нарница входила в состав Заручьевского сельсовета.
По данным 1990 года деревня Нарница входила в состав Старопольского сельсовета.
В 1997 году в деревне Нарница Старопольской волости проживали 4 человека, в 2002 году — 8 человек (русские — 62 %; белорусы — 38 %).
В 2007 году в деревне Нарница Старопольского СП проживали 3 человека, в 2010 году — 9 человек.

## География
Деревня расположена в юго-восточной части района на автодороге 41К-163 (Менюши — Заручье — Каменец).
Расстояние до административного центра поселения — 19 км.
Расстояние до ближайшей железнодорожной платформы Сланцы — 56 км.
Деревня находится на северном берегу озера Долгое.

## Демография
| 1862 | 2007 | 2010 | 2017 |
| ---- | ---- | ---- | ---- |
| 83   | ↘3   | ↗9   | ↘6   |